# 阿奴律陀 (隆邑)
阿奴律陀（發音：[ʔənɔ̀jətʰà]，生年不詳—1408年），或稱阿奴律陀彌修（အနော်ရထာ မင်းစော，發音：[ʔənɔ̀jətʰà mɪ́ɴ sɔ́]），他是緬甸阿臘干王國國王，1406年至1408年間在位。
阿奴律陀本名加米尼（Gamini），曾任阿瓦王國治下的戞里總督。1406年，阿瓦王子明耶覺蘇瓦攻破阿臘干首都隆邑，阿臘干國王彌修牟逃至孟加拉，受蘇丹賈拉魯丁·穆罕默德·沙庇護。加米尼被阿瓦國王明康扶植上位，以阿奴律陀或阿奴律陀彌修之名登基為阿臘干王，以明康的長女修畢占他為王后。阿臘干史書記載，阿奴律陀殘酷鎮壓異己，不受百姓支持。
1408年，勃固王國國王羅娑陀利派軍（約四千或五千）攻打阿臘干，阿臘干百姓喜迎勃固王師，勃固軍不久就攻破了阿臘干首都隆邑，扶植前王彌修牟或其弟阿梨汗登基，阿奴律陀則被押送到勃生處死。阿奴律陀死後被奉為緬甸神靈瑞那羅都。